# Balato (arma)
Il balato (conosciuto anche come baltoe, balatu, balatu sebua, ballatu, foda, gari telegu, klewang buchok berkait, roso sebua o telagoe) è una spada tradizionale indonesiana, originaria dell'isola di Nias, a nord-ovest di Sumatra, tipica del popolo dei Nias.

## Descrizione
Il balato è prodotto in una grande varietà di lame, manici e foderi. Una caratteristica comune è l'allargarsi della lama verso la punta. La lama ha un solo filo e può essere dritta o leggermente ricurva. I manici generalmente hanno la forma di teste di animali o creature mitologiche come il lasara, e possono essere stilizzati o particolarmente dettagliati, e sono fatti di legno sebbene esistano versioni in ottone. I manici in legno hanno comunque una ghiera in ottone in prossimità della lama. Il fodero è in legno avvolto in strisce di rattan o in lamine di ottone. Spesso al fodero viene attaccato un cestino sferico in rattan che ha lo scopo di contenere vari amuleti. Solitamente i balato delle regioni meridionali hanno cestini più decorati di quelli delle regioni settentrionali.

## Uso cerimoniale
Nel sud dell'isola di Nias le popolazioni locali praticano una danza di guerra detta faluaya o fataele: essi, vestiti con colori sgargianti, adoperano per questa danza scudi (baluse) e armi, tra cui i balato. I Nias facevano uso di questa spada anche per le decapitazioni, poiché in passato erano cacciatori di teste e ritenevano che i decapitati sarebbero diventati loro servitori nell'aldilà. Oggi, tuttavia, quest'usanza è andata perduta, poiché i Nias sono per la maggior parte cristiani protestanti.